# Tuffi ai campionati europei di nuoto 2022 - Piattaforma 10 metri sincro femminile
La competizione della piattaforma 10 metri sincro femminile ai campionati europei di nuoto di Roma 2022 si è svolta il 20 agosto 2022, presso il complesso natatorio del Foro Italico di Roma, in Italia.
La finale si è svolta alle ore 15:30.

## Risultati
| Class   | Nazione       | Tuffattori                             | T1    | T2    | T3    | T4    | T5    | Totale |
| ------- | ------------- | -------------------------------------- | ----- | ----- | ----- | ----- | ----- | ------ |
| Oro     | Gran Bretagna | Andrea Spendolini-Sirieix Lois Toulson | 46.80 | 49.20 | 68.40 | 66.24 | 72.96 | 303.60 |
| Argento | Ucraina       | Ksenija Bajlo Sofija Lyskun            | 49.80 | 46.20 | 58.80 | 72.96 | 71.10 | 298.86 |
| Bronzo  | Germania      | Christina Wassen Elena Wassen          | 49.80 | 47.40 | 62.40 | 62.10 | 68.16 | 289.86 |
| 4       | Italia        | Elettra Neroni Maia Biginelli          | 44.40 | 45.60 | 63.84 | 52.20 | 61.44 | 267.48 |